# Commune (Macédoine du Nord)
Pour les articles homonymes, voir Commune (homonymie).

Carte des communes macédoniennes.

Les communes de la Macédoine du Nord (en macédonien : општини, opštini) sont l'unique échelon territorial de ce pays. Elles sont au nombre de 80.

## Communes
Les communes macédoniennes regroupent une ou plusieurs localités qui ont des besoins et des intérêts en commun. Une commune est donc une entité géographique et économique centrée sur un chef-lieu. La création ou la modification d'une commune doivent être édictées par une loi après un référendum local. 
Chaque commune possède son conseil et son maire, élus au suffrage universel direct tous les quatre ans. Ceux-ci ont diverses capacités définies par la loi, ils peuvent par exemple déterminer dans une certaine mesure leur mode de fonctionnement, ils votent le budget local et choisissent les plans de développement. Le conseil adopte les plans d'urbanisme, accorde les permis de construire, il planifie le développement économique local, protège l'environnement, prend des initiatives culturelles et supervise l'enseignement primaire. Les communes sont classées « rurales » ou « urbaines » selon la nature de leur chef-lieu.

## Statut de Skopje

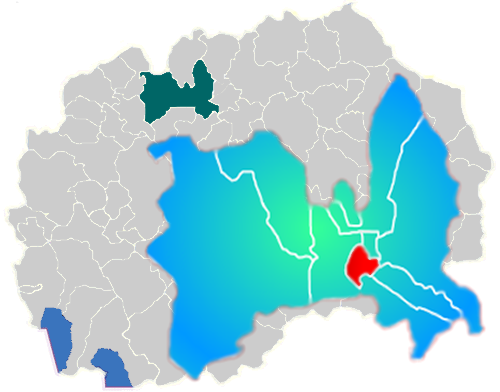
Skopje, en vert sur la carte de la Macédoine du Nord, et zoom montrant en bleu et rouge ses communes. La commune en rouge est Centar, qui correspond au centre-ville.

La ville de Skopje possède un statut particulier, défini par la loi ; elle est formée de dix communes tout en possédant son propre conseil et son maire. Selon l'article 117 de la Constitution, c'est une « unité particulière d'autogestion locale ». Les communes de Skopje sont administrées par un conseil élu au suffrage universel, par divers départements spécialisés (éducation, finances, culture...) et par un maire, qui s'occupe principalement de la gestion de ces départements. 
Le conseil s'occupe principalement des décisions budgétaires, des grandes orientations et assure les rapports entre le gouvernement national et la ville. Plusieurs commissions se répartissent les tâches plus concrètes. Il y a ainsi la commission des finances, du développement local, de l'urbanisme, de l'environnement...
Le maire de Skopje est lui aussi élu au suffrage universel direct pour un mandat de 4 ans. Il représente la ville de Skopje et il est responsable des activités du conseil auprès des Skopiotes. Il doit également veiller à l'application des actes du conseil et peut lui-même soumettre des textes aux conseillers. Enfin, c'est lui qui gère les organes d'administration de la ville et ses fonctionnaires et qui nomme ou révoque les directeurs de ces organes.

## Échelons inférieurs
Les communes peuvent autoriser l'existence d'échelons inférieurs, correspondant par exemple à un village ou à un quartier. Les pouvoirs de telles entités sont déterminés par le gouvernement municipal, ils varient donc d'une commune à l'autre. Ces entités ne peuvent toutefois avoir une nature politique, elles ne peuvent que proposer des idées au gouvernement local et s'investir volontairement dans le développement du village ou du quartier. Elles peuvent recevoir des financements de la commune, de la population, d'entreprises, etc.

## Liste des communes

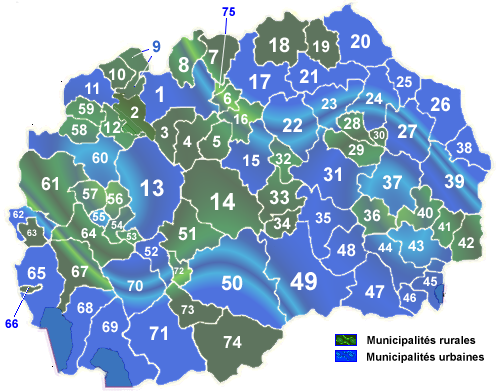
En vert, les communes rurales, en bleu, communes urbaines.

| Région (Регион)          | № (Реден број)                               | Commune (Општина)                            | Code ISO                                     | Superficie (km²) | Population (2002) |
| ------------------------ | -------------------------------------------- | -------------------------------------------- | -------------------------------------------- | ---------------- | ----------------- |
| Est (Источен)            | 39                                           | Berovo (Берово)                              | MK.BR                                        | 597              | 13 941            |
| Est (Источен)            | 28                                           | Češinovo-Obleševo (Чешиново-Облешево)        | MK.CH                                        | 133              | 7 490             |
| Est (Источен)            | 26                                           | Delčevo (Делчево)                            | MK.DL                                        | 423              | 17 505            |
| Est (Источен)            | 29                                           | Karbinci (Карбинци)                          | MK.KB                                        | 231              | 4 012             |
| Est (Источен)            | 24                                           | Kočani (Кочани)                              | MK.OC                                        | 357              | 38 092            |
| Est (Источен)            | 25                                           | Makedonska Kamenica (Македонска Каменица)    | MK.MK                                        | 189              | 8 110             |
| Est (Источен)            | 38                                           | Pehčevo (Пехчево)                            | MK.PH                                        | 208              | 5 517             |
| Est (Источен)            | 23                                           | Probištip (Пробиштип)                        | MK.PT                                        | 326              | 16 193            |
| Est (Источен)            | 31                                           | Štip (Штип)                                  | MK.ST                                        | 583              | 47 796            |
| Est (Источен)            | 27                                           | Vinica (Виница)                              | MK.NI                                        | 432              | 19 938            |
| Est (Источен)            | 30                                           | Zrnovci (Зрновци)                            | MK.ZR                                        | 52               | 3 264             |
| Nord-Est (Североисточен) | 21                                           | Kratovo (Кратово)                            | MK.KY                                        | 375              | 10 441            |
| Nord-Est (Североисточен) | 20                                           | Kriva Palanka (Крива Паланка)                | MK.KZ                                        | 482              | 20 820            |
| Nord-Est (Североисточен) | 17                                           | Kumanovo (Куманово)                          | MK.UM                                        | 432              | 105 484           |
| Nord-Est (Североисточен) | 7                                            | Lipkovo (Липково)                            | MK.LI                                        | 270              | 27 058            |
| Nord-Est (Североисточен) | 19                                           | Rankovce (Ранковце)                          | MK.RN                                        | 240              | 4 144             |
| Nord-Est (Североисточен) | 18                                           | Staro Nagoričane (Старо Нагоричане)          | MK.NA                                        | 515              | 4 840             |
| Pélagonie (Пелагониски)  | 71                                           | Bitola (Битола)                              | MK.TL                                        | 790              | 95 385            |
| Pélagonie (Пелагониски)  | 70                                           | Demir Hisar (Демир Хисар)                    | MK.DM                                        | 480              | 9 497             |
| Pélagonie (Пелагониски)  | 51                                           | Dolneni (Долнени)                            | MK.DE                                        | 418              | 13 568            |
| Pélagonie (Пелагониски)  | 72                                           | Krivogaštani (Кривогаштани)                  | MK.KG                                        | 88               | 6 150             |
| Pélagonie (Пелагониски)  | 52                                           | Kruševo (Крушево)                            | MK.KS                                        | 190              | 9 684             |
| Pélagonie (Пелагониски)  | 73                                           | Mogila (Могила)                              | MK.MG                                        | 255              | 6 710             |
| Pélagonie (Пелагониски)  | 74                                           | Novaci (Новаци)                              | MK.NV                                        | 755              | 3 549             |
| Pélagonie (Пелагониски)  | 50                                           | Prilep (Прилеп)                              | MK.PP                                        | 1 198            | 76 768            |
| Pélagonie (Пелагониски)  | 69                                           | Resen (Ресен)                                | MK.RE                                        | 549              | 16 825            |
| Polog (Полошки)          | 59                                           | Bogovinje (Боговиње)                         | MK.VJ                                        | 141              | 28 997            |
| Polog (Полошки)          | 12                                           | Brvenica (Брвеница)                          | MK.BN                                        | 164              | 15 855            |
| Polog (Полошки)          | 60                                           | Gostivar (Гостивар)                          | MK.GT                                        | 375              | 81 042            |
| Polog (Полошки)          | 9                                            | Jegunovce (Јегуновце)                        | MK.JG                                        | 174              | 10 790            |
| Polog (Полошки)          | 61                                           | Mavrovo i Rostuše (Маврово и Ростуша)        | MK.MR                                        | 856              | 8 618             |
| Polog (Полошки)          | 10                                           | Tearce (Теарце)                              | MK.TR                                        | 137              | 22 454            |
| Polog (Полошки)          | 11                                           | Tetovo (Тетово)                              | MK.ET                                        | 262              | 86 580            |
| Polog (Полошки)          | 2                                            | Vrapčište (Врапчиште)                        | MK.VH                                        | 157              | 25 399            |
| Polog (Полошки)          | 58                                           | Želino (Желино)                              | MK.ZE                                        | 201              | 24 390            |
| Skopje (Скопски)         | 1 , 3                                        | Aerodrom (Аеродром)                          | MK.AD                                        | 21               | 72 009            |
| Skopje (Скопски)         | 75                                           | Aračinovo (Арачиново)                        | MK.AR                                        | 38               | 11 597            |
| Skopje (Скопски)         | 1 , 6                                        | Butel (Бутел)                                | MK.BU                                        | 60               | 36 154            |
| Skopje (Скопски)         | 1 , 4                                        | Čair (Чаир)                                  | MK.CI                                        | 53               | 64 773            |
| Skopje (Скопски)         | 1 , 1                                        | Centar (Центар)                              | MK.CE                                        | 9                | 45 412            |
| Skopje (Скопски)         | 8                                            | Čučer-Sandevo (Чучер Сандево)                | MK.CS                                        | 215              | 8 493             |
| Skopje (Скопски)         | 1 , 2                                        | Gazi Baba (Гази Баба)                        | MK.GB                                        | 92               | 72 617            |
| Skopje (Скопски)         | 1 , 9                                        | Ǵorče Petrov (Ѓорче Петров)                  | MK.GP                                        | 63               | 41 634            |
| Skopje (Скопски)         | 6                                            | Ilinden (Илинден)                            | MK.IL                                        | 97               | 15 894            |
| Skopje (Скопски)         | 1 , 8                                        | Karpoš (Карпош)                              | MK.KX                                        | 21               | 59 666            |
| Skopje (Скопски)         | 1 , 5                                        | Kisela Voda (Кисела Вода)                    | MK.VD                                        | 43               | 57 236            |
| Skopje (Скопски)         | 16                                           | Petrovec (Петровец)                          | MK.PE                                        | 222              | 8 255             |
| Skopje (Скопски)         | 1 , 10                                       | Saraj (Сарај)                                | MK.AJ                                        | 230              | 35 408            |
| Skopje (Скопски)         | 3                                            | Sopište (Сопиште)                            | MK.SS                                        | 223              | 5 656             |
| Skopje (Скопски)         | 4                                            | Studeničani (Студеничани)                    | MK.SU                                        | 276              | 17 246            |
| Skopje (Скопски)         | 1 , 7                                        | Šuto Orizari (Шуто Оризари)                  | MK.SO                                        | 6                | 22 017            |
| Skopje (Скопски)         | 5                                            | Zelenikovo (Зелениково)                      | MK.ZK                                        | 177              | 4 077             |
| Sud-Est (Југоисточен)    | 46                                           | Bogdanci (Богданци)                          | MK.BG                                        | 114              | 8 707             |
| Sud-Est (Југоисточен)    | 41                                           | Bosilovo (Босилово)                          | MK.BS                                        | 143              | 14 260            |
| Sud-Est (Југоисточен)    | 45                                           | Dojran (Дојран)                              | MK.SD                                        | 129              | 3 426             |
| Sud-Est (Југоисточен)    | 47                                           | Gevgelija (Гевгелија)                        | MK.GV                                        | 484              | 22 988            |
| Sud-Est (Југоисточен)    | 36                                           | Konče (Конче)                                | MK.KN                                        | 233              | 3 536             |
| Sud-Est (Југоисточен)    | 42                                           | Novo Selo (Ново Село)                        | MK.NS                                        | 257              | 11 567            |
| Sud-Est (Југоисточен)    | 37                                           | Radoviš (Радовиш)                            | MK.RV                                        | 502              | 28 244            |
| Sud-Est (Југоисточен)    | 43                                           | Strumica (Струмица)                          | MK.RU                                        | 311              | 54 676            |
| Sud-Est (Југоисточен)    | 44                                           | Valandovo (Валандово)                        | MK.VA                                        | 331              | 11 890            |
| Sud-Est (Југоисточен)    | 40                                           | Vasilevo (Василево)                          | MK.VL                                        | 231              | 12 122            |
| Sud-Ouest (Југозападен)  | 63                                           | Centar Župa (Центар Жупа)                    | MK.CZ                                        | 107              | 6 519             |
| Sud-Ouest (Југозападен)  | 62                                           | Debar (Дебар)                                | MK.DB                                        | 85               | 19 542            |
| Sud-Ouest (Југозападен)  | 67                                           | Debrca (Дебарца)                             | MK.DA                                        | 423              | 5 507             |
| Sud-Ouest (Југозападен)  | 55                                           | Kičevo (Кичево)                              | MK.KH                                        | 838              | 56 734            |
| Sud-Ouest (Југозападен)  | 13                                           | Makedonski Brod (Македонски Брод)            | MK.MD                                        | 875              | 7 141             |
| Sud-Ouest (Југозападен)  | 68                                           | Ohrid (Охрид)                                | MK.OD                                        | 392              | 55 749            |
| Sud-Ouest (Југозападен)  | 53                                           | Plasnica (Пласница)                          | MK.PN                                        | 54               | 4 545             |
| Sud-Ouest (Југозападен)  | 65                                           | Struga (Струга)                              | MK.UG                                        | 469              | 63 376            |
| Sud-Ouest (Југозападен)  | 66                                           | Vevčani (Вевчани)                            | MK.VV                                        | 35               | 2 433             |
| Vardar (Вардарски)       | 14                                           | Čaška (Чашка)                                | MK.CA                                        | 727              | 7 673             |
| Vardar (Вардарски)       | 48                                           | Demir Kapija (Демир Капија)                  | MK.DK                                        | 312              | 4 545             |
| Vardar (Вардарски)       | 33                                           | Gradsko (Градско)                            | MK.GR                                        | 291              | 3 760             |
| Vardar (Вардарски)       | 49                                           | Kavadarci (Кавадарци)                        | MK.AV                                        | 998              | 38 741            |
| Vardar (Вардарски)       | 32                                           | Lozovo (Лозово)                              | MK.LO                                        | 166              | 2 858             |
| Vardar (Вардарски)       | 35                                           | Negotino (Неготино)                          | MK.NG                                        | 414              | 19 212            |
| Vardar (Вардарски)       | 34                                           | Rosoman (Росоман)                            | MK.RM                                        | 133              | 4 141             |
| Vardar (Вардарски)       | 22                                           | Sveti Nikole (Свети Николе)                  | MK.SL                                        | 483              | 18 497            |
| Vardar (Вардарски)       | 15                                           | Veles (Велес)                                | MK.VE                                        | 518              | 55 108            |
| Macédoine du Nord        | Sous-total (sans compter les étendues d'eau) | Sous-total (sans compter les étendues d'eau) | Sous-total (sans compter les étendues d'eau) | 24 856           | 2 022 547         |
| Macédoine du Nord        | Total                                        | Total                                        | Total                                        | 25 713           | 2 022 547         |